# Большая Сергеевка (Пензенская область)
Большая Сергеевка — село Вишнёвского сельсовета Тамалинского района Пензенской области. На 1 января 2004 года — 122 хозяйства, 311 жителей.

## География
Село расположено на левом берегу реки Сюверня, притоке реки Ворона, в 14 км к северо-востоку от районного центра пгт. Тамала, расстояние до административного центра сельсовета села Вишнёвое — 3 км.

## История
По исследованиям историка — краеведа Полубоярова М.Д., село основано как деревня Сюверень помещиком в конце XVIII века из крестьян, переселённых из деревни Новинки Дуровской волости. Входило в состав Голяевской волости Сердобского уезда Саратовской губернии. В начале XX века в селе имелось земское одноклассное училище. С 1939 года — центр сельсовета Пензенской области, с 1955 года передано в Вишнёвский сельсовет, с 1983 года — вновь центр сельсовета. В 2010 году Большесергеевский сельсовет был упразднён, его территория вошла в состав Вишнёвского сельского совета.

## Численность населения
| 1859 | 1877 | 1911 | 1926  | 1939 | 1959 | 1979 |
| ---- | ---- | ---- | ----- | ---- | ---- | ---- |
| 348  | ↗360 | ↗645 | ↗1324 | ↘433 | ↘395 | ↘366 |
| 1989 | 1996 | 2002 | 2010  |      |      |      |
| ↘361 | ↘358 | ↘316 | ↘300  |      |      |      |

## Улицы
- Кубинская;
- Малая Садовая;
- Молодёжная;
- Новичковская;
- Центральная;
- Черёмушки.

## Инфраструктура
В селе имеются: почта, телефон, основная школа, фельдшерско-акушерский пункт.